# Кречетово (Чечня)
Кре́четово — хутор в Наурском районе Чеченской Республики. Входит в Ищёрское сельское поселение.

## География
Расположен на северо-западе от районного центра станицы Наурской, на границе со Ставропольским краем.
Ближайшие населённые пункты: на юге — село Дальнее, на юго-востоке — село Свободное и хутор Капустино.

## История
Хутор Кречетов основан в 1855 году. По данным на 1927 год состоял из 10 дворов. В административном отношении входил в состав Ищёрского сельсовета Наурского района Терского округа.
9 декабря 1942 года 256-й бригаде, несмотря на неоднократные контратаки войск противника, удалось овладеть хуторами Хрусталёв и Кречетов.

## Население
| 1926 | 1990 | 2002 | 2010 |
| ---- | ---- | ---- | ---- |
| 63   | ↗312 | ↘150 | ↘98  |

По данным переписи 1926 года на хуторе проживало 28 мужчин и 35 женщин, преобладающая национальность — великороссы. По данным переписи 2002 года, на хуторе проживало 78 мужчин и 72 женщины, 99 % населения составляли чеченцы.